# یواس‌اس پینکنی
یواس‌اس پینکنی ممکن است به یکی از موارد زیر اشاره داشته باشد:
- یواس‌اس پینکنی (ای‌پی‌اچ-۲)
- یواس‌اس پینکنی (دی‌دی‌جی-۹۱)